# 1577
1577 (MDLXXVII) je bilo navadno leto, ki se je po julijanskem koledarju začelo na torek.

## Dogodki
- 1. januar

## Rojstva
- 12. junij - Paul Guldin, švicarski matematik, astronom († 1643)
- 28. ali 29. junij - Peter Paul Rubens, belgijski (flamski) slikar (†1640)

Neznan datum
- Roberto de Nobili, italijanski jezuitski misijonar († 1656)

## Smrti
- 26. februar - Erik XIV., švedski kralj (* 1533)

Neznan datum
- Devlet I. Geraj, kan Krimskega kanata (* 1512)